# تپه گردزیارتا
تپه گردزیارتا مربوط به عصر برنز است و در شهرستان ارومیه، بخش سیلوانا، دهستان ترگور، ۱۰۰ متری ضلع جنوبی روستای حکی واقع شده و این اثر در تاریخ ۲۵ آبان ۱۳۸۷ با شمارهٔ ثبت ۲۳۵۶۸ به‌عنوان یکی از آثار ملی ایران به ثبت رسیده است.